# بيلفيل و شاتيون سير بار
بيلفيل و شاتيون سير بار هي بلدية فرنسية تقع في إقليم الأردين في منطقة غراند إيست.

## معرض صور

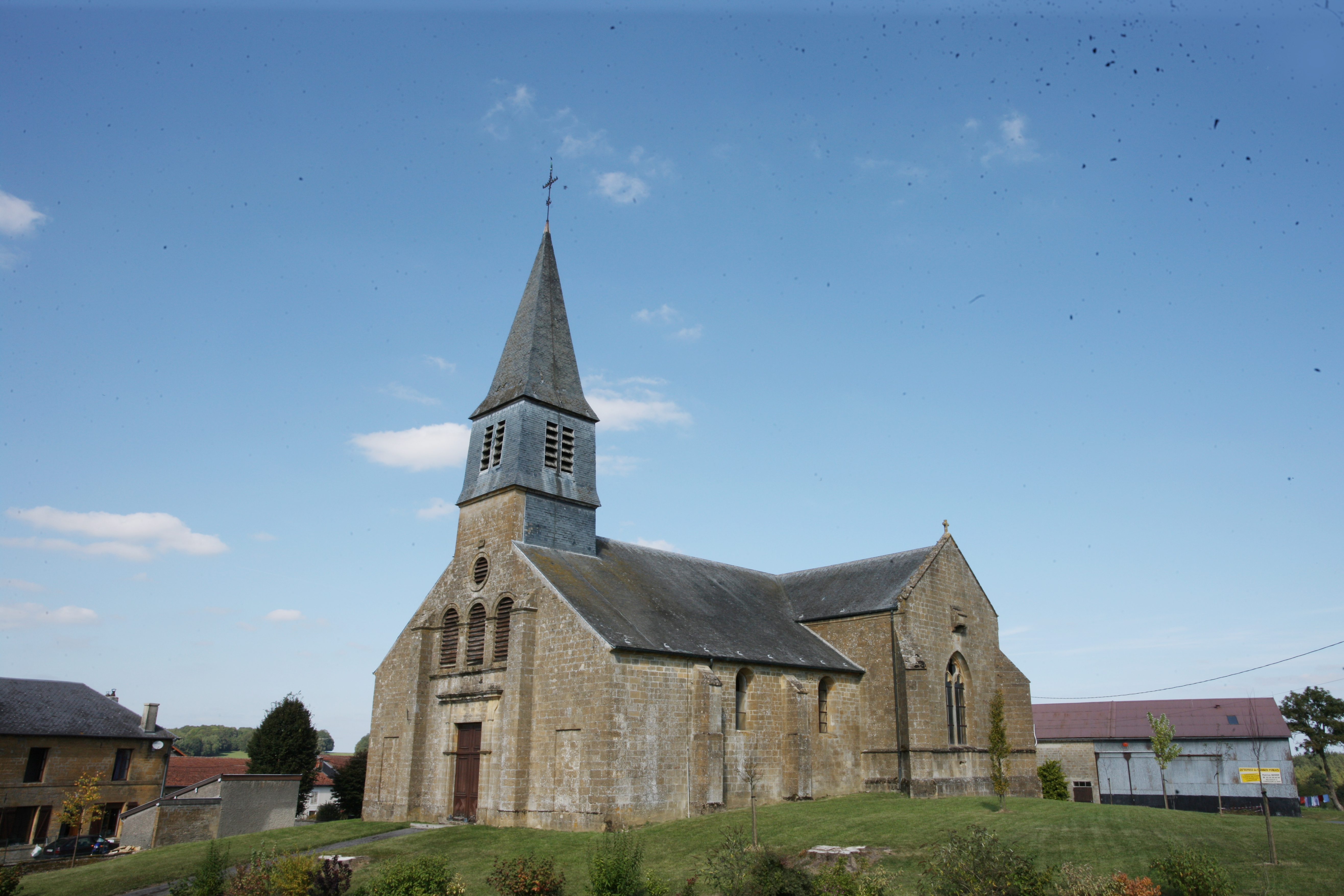
كنيسة.
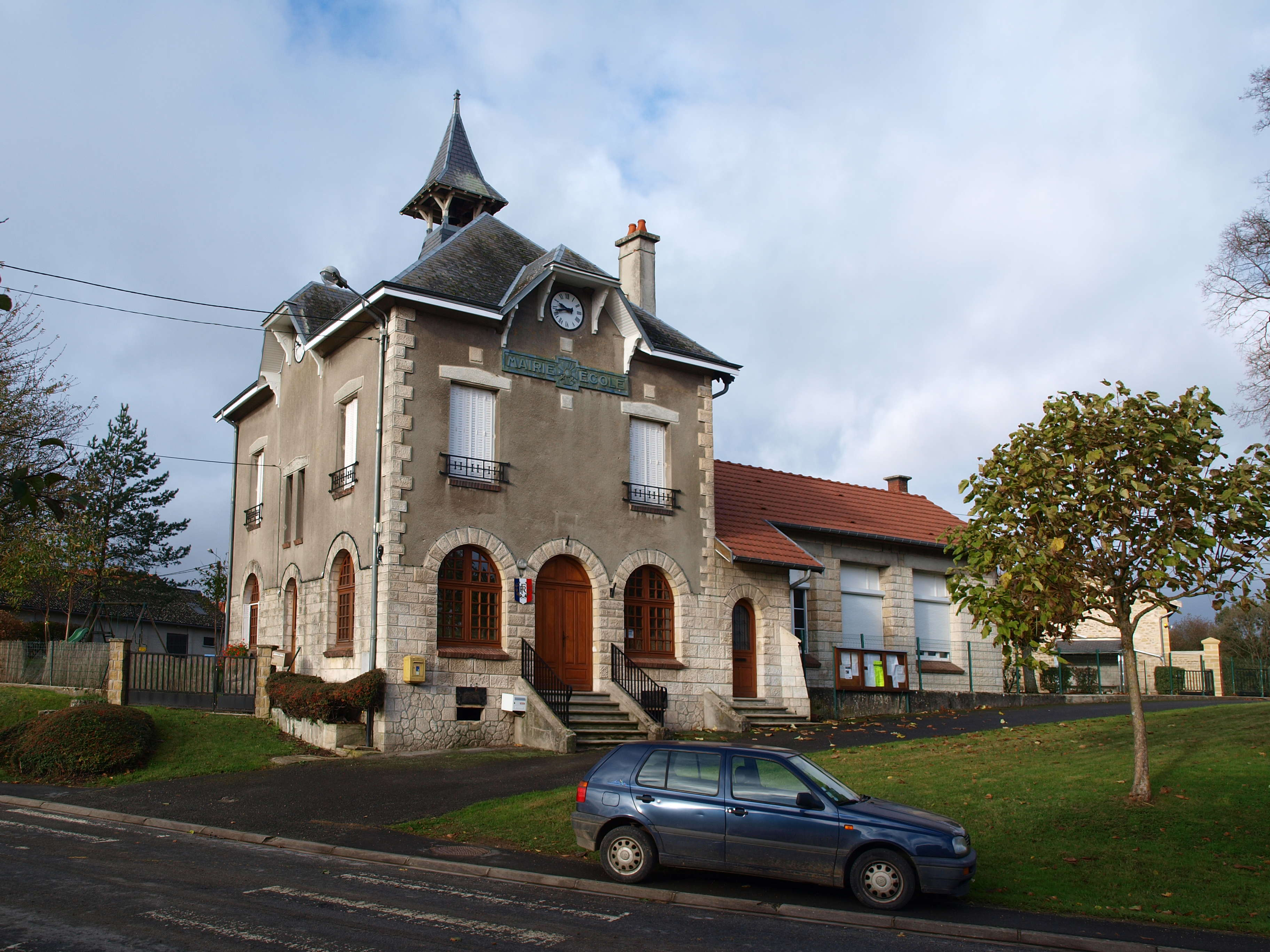
مدرسة بيلفيل سور بار تاون هول.
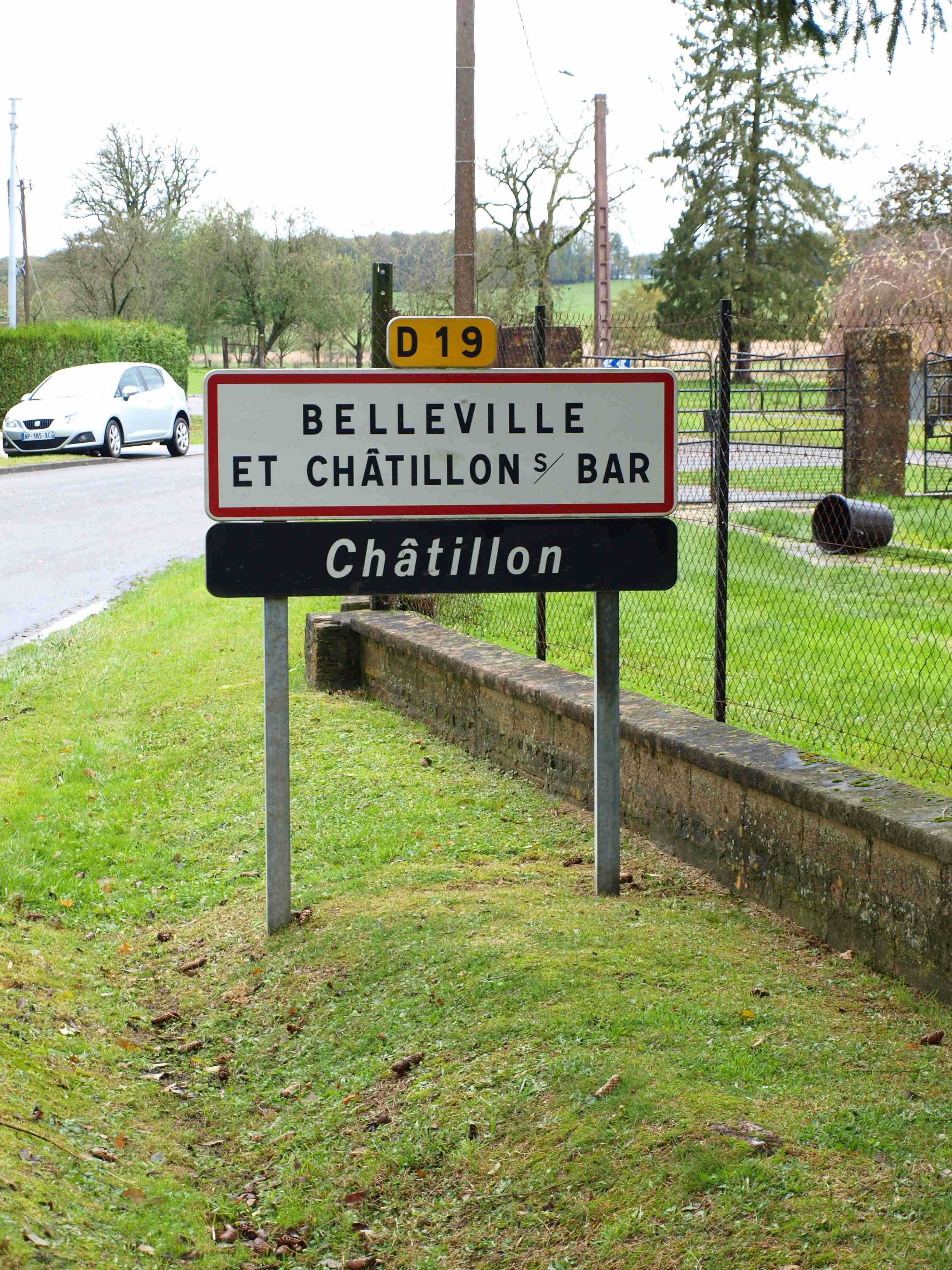
لافتة الدخول إلى شاتيون سير بار